# Peter Heather
Peter J. Heather (n. 1960 (65 anos), Irlanda do Norte) é um historiador de Antiguidade Tardia e Alta Idade Média. 

## Vida
Nascido na Irlanda do Norte, estudou na Escola Primária de Maidstone e no Colégio Novo de Oxford. Entre 1991 e 2002, foi conferencista na Universidade Colégio de Londres e na Universidade Yale e então associado e tutor em história medieval do Colégio Worcester de Oxford. Desde 2008 é professor de história medieval no Colégio do Rei de Londres.
Peter Heather é particularmente famoso por suas pesquisas sobre o Império Romano Tardio e os Estados sucessores do Império Romano, com foco sobre os Reinos Visigótico e Ostrogótico. Nos anos recentes, ele deteve-se na pesquisa sobre a propaganda da elite romana tardia e a migração e etnicidade entre os grupos que desmantelaram o Império Romano do Ocidente, bem como o desenvolvimento dos sistemas legais do Império Romano e seus Estados sucessores e a evolução das estruturas autoritárias cristãs entre ca. 200 e 1200.

## Publicações selecionadas
- Peter Heather, The Goths and the Balkans, A.D. 350-500 (University of Oxford DPhil thesis 1987)
- Peter Heather e John Matthews, The Goths in the Fourth Century (Liverpool: Liverpool University Press, 1991)
- Peter Heather, Goths and Romans 332-489 (Oxford: Clarendon Press, 1991)
- Peter Heather, 'The Huns and the End of the Roman Empire in Western Europe', English Historical Review cx (1995), pp. 4-41
- Peter Heather, The Goths (Oxford: Blackwell Publishing, 1996)
- Peter Heather, ed., The Visigoths from the Migration Period to the Seventh Century: an ethnographic perspective (Woodbridge: Boydell, 1999)
- Peter Heather, 'The Late Roman Art of Client Management: Imperial Defence in the Fourth Century West' in Walter Pohl, Ian Wood e Helmut Reimitz, eds., The Transformation of Frontiers: From Late Antiquity to the Carolingians (Leida; Boston: Brill Publishers, 2001), pp. 15-68
- Peter Heather, 'State, Lordship and Community in the West (c.AD 400-600)' in Averil Cameron, Bryan Ward-Perkins e Michael Whitby, eds., The Cambridge Ancient History, Volume xiv, Late Antiquity: Empire and Successors, A.D. 425-600 (Cambridge: Cambridge University Press, 2000), pp. 437-468
- Peter Heather, The Fall of the Roman Empire: a New History of Rome and the Barbarians (Oxford: Oxford University Press, 2005)
- Peter Heather, Empires and Barbarians: Migration, Development and the Birth of Europe (Londres: Macmillan, 2009)
- Peter Heather, The Restoration of Rome: Barbarian Popes and Imperial Pretenders (Londres; Nova Iorque: Oxford University Press, 2014)